# Praia das Pombas (Viamão)
Praia das Pombas é uma praia lacustre do Lago Guaiba situada dentro do Parque Estadual de Itapuã no distrito de Itapuã, em Viamão, no Rio Grande do Sul. Pertence a uma região rica em recursos naturais. 
A Ilha das Pombas está localizada junto à Praia das Pombas.

## História
Em 1973, com a criação do Parque Estadual de Itapuã, foi expedido decreto do governo estadual, visando criar o chamado Complexo Turístico, dotado de balneários, centros recreativos e culturais. Tais obras não chegaram a ser implantadas. Praia das Pombas então, passou a ser frequentada por um público crescente que com o passar dos anos se estabeleceu no local. Na década de 1980, a região sofria com a caça e a pesca predatórias, o desmatamento, a exploração indiscriminada de granito e o surgimento de loteamentos clandestinos, que chegaram a abrigar em Praia das Pombas e em sua vizinha Praia da Pedreira, cerca de 200 famílias. Em dezembro de 1990, o então Departamento de Recursos Naturais Renováveis definiu por meio de decreto oficial, toda região do Parque Estadual de Itapuã como área de preservação ambiental integral, sendo proibida a visitação pública.
Em abril de 2002, a Secretaria Estadual do Meio Ambiente reabriu a reserva e suas praias para a visitação, após serem investidos 11,5 milhões de reais, em recursos oriundos do programa Pró Guaíba, na recuperação dos ecossistemas e na preservação ambiental.